# GF*BF
『GF*BF』（じーえふ びーえふ、原題：女朋友。男朋友、英語題：GF*BF）は、2012年に制作された台湾映画。
1985年、1990年、1997年、2012年の台湾を舞台に、1人の女性と2人の男性の友情と恋愛を描いた青春映画。第49回台湾金馬奨でグイ・ルンメイが主演女優賞を、第14回台北電影奨でジョセフ・チャンが主演男優賞を受賞した。

## ストーリー
2012年、台北。女子中学校で短パンをはかせろという学生の抗議運動を先導した双子の生徒の保護者の忠良（チョンリャン）（ジョセフ・チャン）が学校に呼び出される。書類上「兄」になっているという教師たちに対して、「まぎれもなく自分が父親だ」と答える彼は、かつての青春の日々に思いをはせる。
1985年、戒厳令下台湾の南部・高雄で高校生活を送る美宝（メイバオ）（グイ・ルンメイ）、忠良、心仁（シンレン）（リディアン・ヴォーン）。彼らは、厳しい校則や思想統制に縛られる日々の中でも、生徒を監視する教官にささやかな抵抗をしたり、バイクを走らせ渓谷で戯れたりと、青春を謳歌していた。美宝と忠良は周囲からも公認のカップルと思われていたが、忠良から「彼女とはただの友達」と聞かされた心仁は、隠してた気持ちを美宝に告白。忠良の気持ちを知って失望した美宝は心仁の告白を受け入れる。
1990年、台北で同居しながら大学生活を送る忠良と心仁。民主化運動の学生リーダー的存在となった心仁と、高雄のスポーツジムでインストラクターとして働く美宝の恋人関係は続いていたが、美宝の心にはまだ忠良がいた。やがて大規模な学生集会の夜に、美宝は心仁が自分とは別の女子学生とも付き合っていることを知る。そして忠良は美宝に自分の愛する人の名を明かす。
1997年、空前の高度経済成長を誇る台北。女子学生と結婚した心仁は有力者の娘婿として成功を収めていた。心仁との関係を続けていた美宝は彼の子供を妊娠する。2人と疎遠になっていた忠良は妻子ある恋人の男性との仲に悩んでいた。7年ぶりに再会した3人は、自分たちがかつてのような関係には2度と戻れないことを悟る。そして彼らそれぞれのとった選択は……。

## キャスト
- 林美宝（リン・メイバオ）：グイ・ルンメイ（桂綸鎂）
- 陳忠良（チェン・チョンリャン）：ジョセフ・チャン（張孝全）
- 王心仁（ワン・シンレン）：リディアン・ヴォーン（鳳小岳）
- チャン・シューハオ（張書豪）
- レナ・ファン（房思瑜）
- ティン・ニン（丁寧）

## スタッフ
- 監督・脚本：ヤン・ヤーチェ（楊雅喆）
- 製作：イェ・ルーフェン（葉如芬）
- プロデューサー：リウ・ウェイラン（劉蔚然）
- 撮影：ジェイク・ポロック
- 美術：リー・トゥンカン（李敦綱）
- 音楽：ジョン・シンミン（鍾興民）
- 音響：ドゥー・ドゥージー（杜篤之）
- 編集：リャオ・チンソン（廖慶松）、チャン・チャーホイ（張嘉輝）